# 大沙头路
大沙头路位于中华人民共和国广州市越秀区，是一条呈东西走向的道路，东起东湖路，西至大沙头二马路。目前车辆通行方向为由东往西单向行驶。

## 与之交汇道路
- 顺序由东往西排列，粗体字为主干道
- 东湖路
- 大沙头四马路
- 大沙头三马路
- 大沙头二马路、东华南路、东铁桥二马路

## 公共交通
- 广州地铁6号线東湖站

均在鄰近大沙頭路位置設有出口。